# Geweervogel
De geweervogel (Acanthisitta chloris) is een vogel in de familie van de rotswinterkoningen (Acanthisittidae). De naam geweervogel is afkomstig uit het Engels (rifleman) en refereert aan de groene kleur van het uniform van die Nieuw-Zeelandse soldaat.

## Kenmerken
De geweervogel is de kleinste endemische vogel van Nieuw-Zeeland met een maximale grootte van rond de 8 centimeter. De mannetjes hebben een lichtgroene rug en een nog iets lichter groen getinte buik. De vrouwtjes hebben meer sombere, bruine kleuren en de kop en rug zijn gevlekt. De mannetjes wegen gemiddeld ongeveer 6 gram en de vrouwtjes 7 gram. De borst van zowel het mannetje als van het vrouwtje is wit. De geweervogel vliegt met een snelle vleugelslag wat een zoemend geluid veroorzaakt, net als de kolibrie.

## Broedgedrag
Het nest bevindt zich in holten of spleten. Een legsel bestaat uit 4 tot 5 witte eieren, die door beide geslachten worden uitgebroed en verzorgd.

## Verspreiding en leefgebied
Het dier komt voor in Nieuw-Zeeland. Zijn natuurlijke habitat is bos en scrubland, maar hij komt ook voor in stedelijke gebieden, zij het minder vaak.  De geweervogel toont gelijkenissen met de winterkoningen maar is daar niet gerelateerd aan, noch aan de Australische malurus. De echte habitat van de geweervogel zijn dun beboste wouden, maar andere soorten in Nieuw-Zeeland komen voor in rotslandschappen. De vogel komt ten noorden van de stad Te Aroha nauwelijks voor.
De soort telt twee ondersoorten:
- A. c. granti: Noordereiland.
- A. c. chloris: Zuidereiland en Stewarteiland.

## Status
De grootte van de populatie is niet gekwantificeerd maar de soort wordt omschreven als plaatselijk algemeen. Op de Rode lijst van de IUCN heeft deze soort de status niet bedreigd.